# Acción exterior del Estado
La acción exterior del Estado se concreta en la capacidad de los sujetos del derecho internacional para entrar en relación con los demás sujetos del derecho internacional. La acción exterior del estado es llevada a cabo por aquellos órganos que desarrollan actividades con un alcance internacional.
En la sociedad actual todos los órganos del Estado pueden desarrollar actividades que afecten a la sociedad internacional, no obstante no todos tienen la capacidad para obligar al Estado a nivel internacional. Lo normal es que el jefe de Estado, el jefe de Gobierno y el Ministerio de Asuntos Exteriores gocen de esta potestad.
A la hora de establecer relaciones exteriores tienen una importancia vital los órganos periféricos del Estado, es decir aquellos que ejercen sus funciones fuera del territorio nacional, las misiones diplomáticas.